# Народна партія Ірану
Народна партія Ірану (НПІ; перс. حزب توده ایران Хезбе тудейе Іран; скорочено Туде) — марксистсько-ленінська партія, що діє в Ірані з 1941 року. Є наступницею Іранської комуністичної партії.

## Історія
У серпні — вересні 1941 року війська СРСР та Великої Британії вторглись до Ірану з метою попередження захоплення Німеччиною нафтових родовищ країни та встановлення «південного коридору» для здійснення поставок за ленд-лізом. В ході окупації Реза шах Пехлеві був скинутий, із в'язниць були звільнені політичні в'язні (в тому числі й активісти Іранської комуністичної партії).
Комуністи, які вийшли з в'язниць, ухвалили рішення сформувати марксистсько-ленінську партію, яка мала б базу серед широких верств іранського суспільства. Нова партія, що здобула назву Народна партія Ірану, була створена у жовтні 1941 року. Головою партії став Солейман Ескандері. У 1942 році партія провела 1-шу партконференцію, на якій було прийнято тимчасову програму й обрано керівні органи.
На виборах до Меджлісу 14-го скликання, які відбулись 1944 року, НПІ завоювала 8 депутатських мандатів.
У серпні 1944 року відбувся 1-й з'їзд НПІ. З'їзд ухвалив програму та статут, обрав ЦК й Контрольну комісію ЦК. Серед поставлених перед партією задач були названі зміцнення національного суверенітету Ірану та його рівноправне співробітництво з іншими країнами, боротьба проти міжнародного імперіалізму, боротьба за мир, за здобуття іранським народом демократичних прав і свобод, вимоги 8-годинного робочого дня й закону про працю, проведення аграрної реформи в інтересах трудового селянства та безвідплатної передачі селянам державних земель. Того ж року була створена військова організація НПІ з числа армійських офіцерів, призначена для захисту партії від спецслужб.
До 1944 року чисельність НПІ сягнула 25 тисяч чоловік, а до початку 1946 — понад 50 тисяч. НПІ стала першою масовою організацією в історії Ірану. Наклад партійної газети «Рахбар» сягнув 100 тисяч примірників.
Налякана посиленням НПІ іранська влада почала кампанію репресій проти партії. Низку партійних комітетів та клубів НПІ було розгромлено, газети й журнали закрито, керівних діячів та активістів партії кинуто до в'язниць. Остерігаючись посилення впливу СРСР в Ірані, спецслужби США та Великої Британії також розгорнули кампанію з дискредитації НПІ, називаючи її антиіранською та антиісламською організацією.
2-й з'їзд НПІ, що відбувся у квітні 1948 року, визнав за необхідне активізувати боротьбу проти планів США та Великої Британії, спрямованих на експлуатацію Ірану як аграрно-сировинного придатку іноземних монополій, та перетворення його на військово-стратегічний плацдарм. Також на з'їзді було прийнято новий статут партії.
4 лютого 1949 року на шаха Мухаммеда Резу Пехлеві було скоєно замах. Влада звинуватила у замаху НПІ й поставила її поза законом. Партійні організації були розбиті, багатьох членів НПІ репресовано. Партія була змушена піти у підпілля, діючи через легальні організації (наприклад, Іранське товариство миру). У грудні 1950 року військовій організації НПІ вдалось звільнити низку лідерів партії, які перебували в ув'язнені з моменту заборони НПІ.
За часів підйому національно-визвольного руху й боротьби за націоналізацію нафтової промисловості у 1951—1953 роках НПІ легалізувала свою діяльність. Від первинної критики Мосаддика партія перейшла до підтримки в ході Повстання 1952 року. В організованих НПІ мітингах та демонстраціях брали участь до 100 тисяч чоловік. Військова організація НПІ відіграла ключову роль у попередженні першої спроби організованого спецслужбами Великої Британії та США перевороту проти уряду Мосаддика 15 серпня 1953 року, однак наступна спроба перевороту, що сталась за 4 дні, виявилась успішною.
Після державного перевороту НПІ знову була репресована. Поряд із більшістю політичних організацій Ірану, НПІ пішла у підпілля, частина її активістів емігрувала. У 1953–1957 роках спецслужби Ірану виявили понад 4 тисячі активістів НПІ, було викрито багатьох діячів військової організації, в тому числі високопосадовці іранської армії та спецслужб (у лавах НПІ перебував навіть глава охоронців Мухаммеда Рези Пехлеві). На 4 пленумі НПІ, що відбувся у липні 1957 року в Москві, партія критикувала свою позицію відносно Мосаддика й руху з націоналізації нафтових підприємств як сектантську й лівоуклонистську.
До 1965 року в партії активізувалась фракційна боротьба. Меншість партії виступила за активізацію збройної боротьби проти уряду на півдні Ірану. Прибічники цієї лінії створили Трудову партію Ірану. Наслідки розколу було подолано тільки за три роки. Подоланню розколу та зростанню авторитету партії сприяла всесвітня компанія солідарності з заарештованими у 1966 році й засудженими до смертної кари кількома членами НПІ, включаючи двох членів ЦК. Міжнародний тиск змусив уряд Ірану послабити міру покарання.
З початку 1970-х НПІ нарощувала чисельність своїх лав і свою активність у молодіжному середовищі, розширила мережу регіональних комітетів. Партія брала участь у підготовці масових страйків та демонстрацій, хвилювань у студентському середовищі.
Після Ісламської революції 1979 року партія здобула можливість легальної праці, брала участь у президентських та парламентських виборах. Однак співробітництво НПІ з ісламістським режимом завершилось у 1982 році, коли чинний режим почав чистку міністерств від членів НПІ та закрив партійну газету. За короткий термін було заарештовано понад 5 тисяч членів та прибічників партії. У лютому 1983 року лідери НПІ були заарештовані, а партія офіційно заборонено. За рік з травня 1983 до травня 1984 року вищих керівників НПІ змусили виступити на телебаченні з заявами, що оспівують іслам та критикують марксизм-ленінізм.
Значна частина членів НПІ залишила Іран. У 1992 році було обрано новий ЦК. Нині партія діє у підпіллі та в еміграції, основні структури партії розташовані за межами країни.

## Керівники НПІ
- Солейман Мохсен Ескандарі — голова НПІ (з вересня 1941)
- Реза Радманеш — керівник НПІ (1948 — січень 1971)
- Ірадж Іскандері — керівник НПІ (січень 1971 — 13 січня 1979)
- Нуреддін Кіянурі — перший секретар НПІ (13 січня 1979–1983)
- Алі Хаварі — перший секретар НПІ (з 1983)